# 얼스터 아일랜드어
얼스터 아일랜드어(Ulster Irish, 아일랜드어: Gaeilge Uladh)는 얼스터에서 사용되는 아일랜드어의 방언이다. 얼스터에서 얼스터 아일랜드어가 사용되는 유일한 지역은 오늘날 게일타흐트지역에 포함되어 있는 더니골 주에서 사용되고, 이곳의 아일랜드어는 더니골 아일랜드어(Donegal Irish)라고 불리고 얼스터 아일랜드어와 유사하게 불린다. 얼스터 아일랜드어가 언어로 기록되고 있음에도 불구하고 다른 지역에서 사용되고 있음이 밝혀졌고, 얼스터 아일랜드어의 방식의 견해가 규정되어 있다.

## 어휘 목록
얼스터 방언에서 포함되어 있는 많은 어휘는 다른곳의 아일랜드어 방언에서는 사용되고 있지 않거나 메이요 주에서만 사용되는 언어이다. 다른 경우에, 의미 변화에서는 다른 방언과 얼스터 아일랜드어 일부 방언에서 결과적으로 다른 의미를 더하게 되었다. 일부 단어에서 포함되는 예로는
- amharc, '보다" (다른 곳에서는 féach)
- bomaite, "분" (다른 곳에서는 nóiméad)
- cluinim "나는 -을 듣다" (남부 cloisim)
- eallach "성" (남부 beithígh)
- gamhain "송아지" (남부 lao)
- girseach "소녀" (남부 cailín)
- bealach/ród "길" (남부와 서부 bóthar)
- druid "닫다" (남부와 서부 dún)
- eiteogaí "날개" (남부 sciatháin)
- sópa "비누" (표준 gallúnach)
- stócach, "젊은", "젊은 남자"
- cál "채소" (남부 gabáiste)
- fá "-에 관한 것" (표준 faoi)
- Gaeilic "아일랜드어" (표준 Gaeilge)
- cad é atá? "뭐에요?" (코너트 아일랜드어 céard tá; 먼스터 아일랜드어 cad a thá)
- tábla "테이블, 탁자" (서부 bord, 남부 bord/clár)
- cá huair "언제?" (코너트 cén uair; 먼스터 cathain)
- faoileog "갈매기" (표준 faoileán)
- falsa "게으른, 나태한" (남부와 서부 leisciúil)
- iontach라는 단어는 다른 방언에서는 강의어로 접두사 an-을 붙여서 대신 사용한다.

다른 경우에, 의미 변화에서는 다른 방언과 얼스터 아일랜드어 일부 방언에서 결과적으로 다른 의미를 더하게 되었다.
- druid "닫다" (남부와 서부 dún; 다른 곳에서는 druid가 "움직이다"의 의미로 사용)
- cloigeann "머리" (남부와 서부 ceann; 다른곳에서는 cloigeann가 "두개골"이라는 의미로 사용)

## 음운 조직
얼스터 아일랜드어의 음소 체계 목록(귀도어의 액센트에 근거를 두었다)는 도표로 설명된다(국제 음성 기호의 기호 설명을 참조). 자음 /h, n, l/는 광범위하거나 모자라다.
| 자음 음운      | 순음   | 순음   | 순음   | 순음   | 순음         | 순음         | 설첨적 | 설첨적 | 설첨적 | 설첨적 | 설첨적           | 설첨적           | 설배음 | 설배음 | 설배음        | 설배음        | 성문음 | 성문음 |
| 자음 음운      | 양순음 | 양순음 | 순치음 | 순치음 | Labio- velar | Labio- velar | 치음   | 치음   | 치경음 | 치경음 | Alveolo- palatal | Alveolo- palatal | 구개음 | 구개음 | 연구개음Velar | 연구개음Velar | 성문음 | 성문음 |
| -------------- | ------ | ------ | ------ | ------ | ------------ | ------------ | ------ | ------ | ------ | ------ | ---------------- | ---------------- | ------ | ------ | ------------- | ------------- | ------ | ------ |
| 파열음         | pˠ pʲ  | bˠ bʲ  |        |        |              |              | t̪ˠ     | d̪ˠ     |        |        | ṯʲ               | ḏʲ               | c      | ɟ      | k             | ɡ             |        |        |
| 마찰음/ 접근음 |        |        | fˠ fʲ  | vʲ     |              | w            |        |        | sˠ     |        | ɕ                |                  | ç      | j      | x             | ɣ             | h      |        |
| 비음           |        | mˠ mʲ  |        |        |              |              |        | n̪ˠ     |        | n      |                  | ṉʲ               |        | ɲ      |               | ŋ             |        |        |
| 단전음         |        |        |        |        |              |              |        |        |        | ɾˠ ɾʲ  |                  |                  |        |        |               |               |        |        |
| 측음           |        |        |        |        |              |              |        | l̪ˠ     |        | l      |                  | ḻʲ               |        |        |               |               |        |        |

얼스터 아일랜드어의 모음들은 이 차트로 보여 주고 있다. 이 위치는 오직 어림잡아지고 모음들은 표위된 자음의 연구개음과 구개음화 사이에서 강하게 발음된다.
모음 길이는 강세 음절과 이전 /h/에서 짧은 이음을 같고 있다.
반면에, 얼스터 아일랜드어는 이중 모음 /ia, ua, au/를 갖고 있다.
얼스터 아일랜드어 음운 조직에서 일부 특성들은 다른 방언에서와는 달리 구별되어 있다.
- 광범위한 순음은 접근음 [w]에서 나타난다. 다른 방언에서는, 마찰음 [vˠ]은 [w]대신에 첨가해서 붙인다. 음운에서 만들 게 없는 방언은 접근음과 마찰음 사이에서 차이를 보인다.
- 철자 -adh는 항상 [u] (이것은 명사 형태를 포함함)로 발음된다.
- 악센트가 없는 철자 -ach는 [ax], [ah], [a]로 발음된다.

## 참조
1. ↑  Ailbhe, Ní Chasaide (1999). 〈아일랜드어.〉.   In. 《국제 음소 체계 협회의 안내서》. 케임브리지: 케임브리지 대학. 111–16쪽. ISBN 0-521-63751-1.

## 같이 보기
- 얼스터 스코트어
- 중부 얼스터 영어